# FC Langenfeld
| FC Langenfeld | FC Langenfeld                        |
| --- | ------------------------------------ |
| Gründungsjahr: | 1954                                 |
| Größte Erfolge: |                                      |
| - Deutscher Mannschaftsmeister 1989, 2004 - Deutscher Jugend-Mannschaftsmeister 1967, 1994, 1995, 1996, 1997, 1998, 2001, 2002, 2007 - Deutscher Schüler-Mannschaftsmeister 1977, 1982, 1991, 1992, 2004 - Weitere Erfolge: 2 Europa- und 124 Deutsche Meistertitel in den Einzeldisziplinen bis August 2007 |                                      |
| Halle: Sporthalle Konrad-Adenauer-Gymnasium |                                      |
| Name: | Sporthalle Konrad-Adenauer-Gymnasium |
| Adresse: | Auf dem Sändchen 24 40764 Langenfeld |
| Kapazität: | ca. 600 Zuschauer                    |
| Vorsitzender: | Günther Joppien                      |
| Platzierungen der letzten Jahre: |                                      |
| 2016/2017 | Platz 10 (1. Bundesliga, Rückzug)    |
| 2009/2010 | Platz 8 (1. Bundesliga, Rückzug)     |
| 2008/2009 | Platz 3 (1. Bundesliga)              |
| 2007/2008 | Platz 3 (1. Bundesliga)              |
| 2006/2007 | Platz 2 (1. Bundesliga)              |
| 2005/2006 | Platz 3 (1. Bundesliga)              |
| 2004/2005 | Platz 3 (1. Bundesliga)              |
| 2003/2004 | Platz 1 (1. Bundesliga)              |
| 2002/2003 | Platz 4 (1. Bundesliga)              |
| 2001/2002 | Platz 5 (1. Bundesliga)              |

Der Federballclub Langenfeld 1954 e. V. (FCL) ist ein Badminton-Verein aus Langenfeld. Gegründet wurde der Club 1954. Bis zur Saison 2009/10 und nochmals 2016/17 spielte die 1. Mannschaft des Vereins in der Badminton-Bundesliga.

## Verein

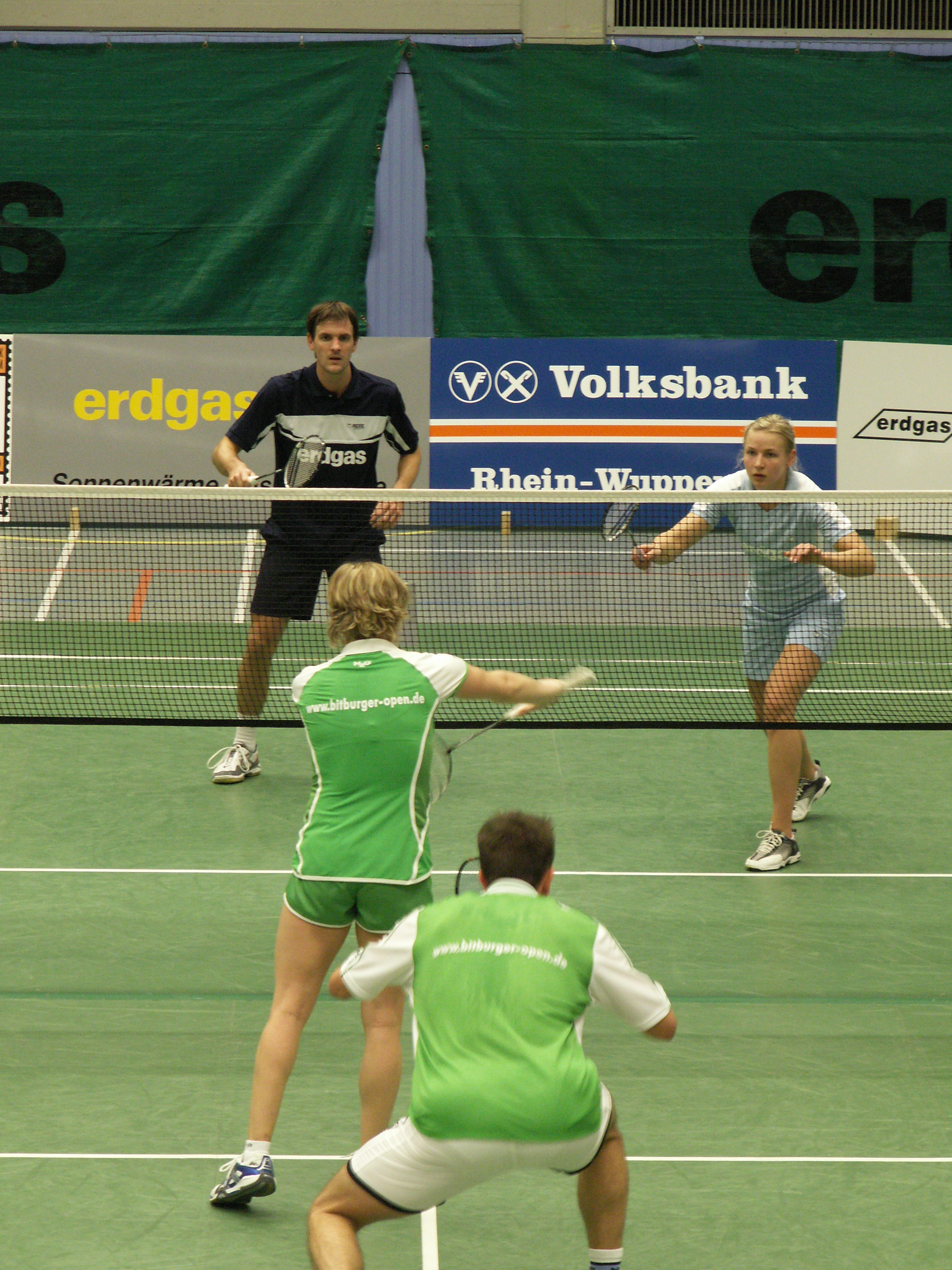
Thorsten Hukriede und Nadieżda Kostiuczyk (beide im Hintergrund) beim Mixed, Saison 2006/07

Die erste Mannschaft des FC Langenfeld spielte von 1982 bis 2010 ohne Unterbrechung in der 1. Badminton-Bundesliga. Dies ist die längste Serie aller aktuellen Mannschaften der 1. Bundesliga. Größte Erfolge waren die Meistertitel 1989 und 2004. Im letztgenannten Jahr besiegte der FCL den 1. BC Beuel im Endspiel. Hinzu kommen drei Vizemeisterschaften 1990, 1994 und 2007 sowie acht Teilnahmen an der Play-off-Runde bis zum Jahr 2007. Außerdem gehören dem Verein noch vier weitere Mannschaften an, die am Ligaspielbetrieb teilnehmen (Regionalliga, Verbandsliga, Bezirksklasse, Kreisklasse). Im Nachwuchsbereich gehört der FCL zu den erfolgreichsten Clubs in Deutschland. Vier Jugendteams (zuletzt Deutscher Meister 2007), zwei Schüler-Mannschaften (zuletzt Deutscher Meister 2004) sowie eine Mannschaft für Bambini nehmen am Spielbetrieb teil. Dem Nachwuchs des Langenfelder Vereins entsprangen unter anderem die Olympiateilnehmer Björn Joppien und Oliver Pongratz.
Regelmäßige Erfolge feierte der FCL auch bei den Turnieren um die deutschen Meisterschaften. Neben zahlreichen Einzel- und Doppel-Titeln im Erwachsenenbereich (unter anderem durch Björn Joppien im Einzel 2000 bis 2004, 2006 und 2007), sind auch die Nachwuchsspieler des Clubs sehr erfolgreich. So gewann bei den Jugend-Meisterschaften 2007 die damals erst 14-jährige Fabienne Deprez drei Titel und erreichte bereits den dritten Platz in der Altersklasse U19, wo sie sich gegen deutlich ältere Spielerinnen behauptete.
Im Play-off-Finale der Saison 2006/07 gewann der FCL das erste Spiel auswärts beim Titelverteidiger 1. BC Bischmisheim mit 5:3. Das Rückspiel in eigener Halle wurde dann jedoch beim Stand von 5:2 für Bischmisheim nicht mehr weitergespielt, da der FCL die Serie nicht mehr gewinnen konnte.
Björn Joppien sorgte bei den Junioreneuropameisterschaften 1999 mit zwei Titeln im Einzel und der Mannschaft für die bisher größten internationalen Erfolge des Vereins.
2008 und 2009 wurde der FCL jeweils Dritter in der Bundesliga. Mit dem verletzungsbedingten Ende der Badmintonkarriere von Björn Joppien zog sich auch die Mannschaft des FC Langenfeld am 22. Februar 2010 aus der 1. Bundesliga zurück und trat den Gang in die Regionalliga an.
Im Jahr 2015 schaffte der Verein den erneuten Aufstieg in die 1. Bundesliga, wurde aber in der Saison 2016/17 vorzeitig wieder zurückgezogen.

## Erfolgreiche Spieler

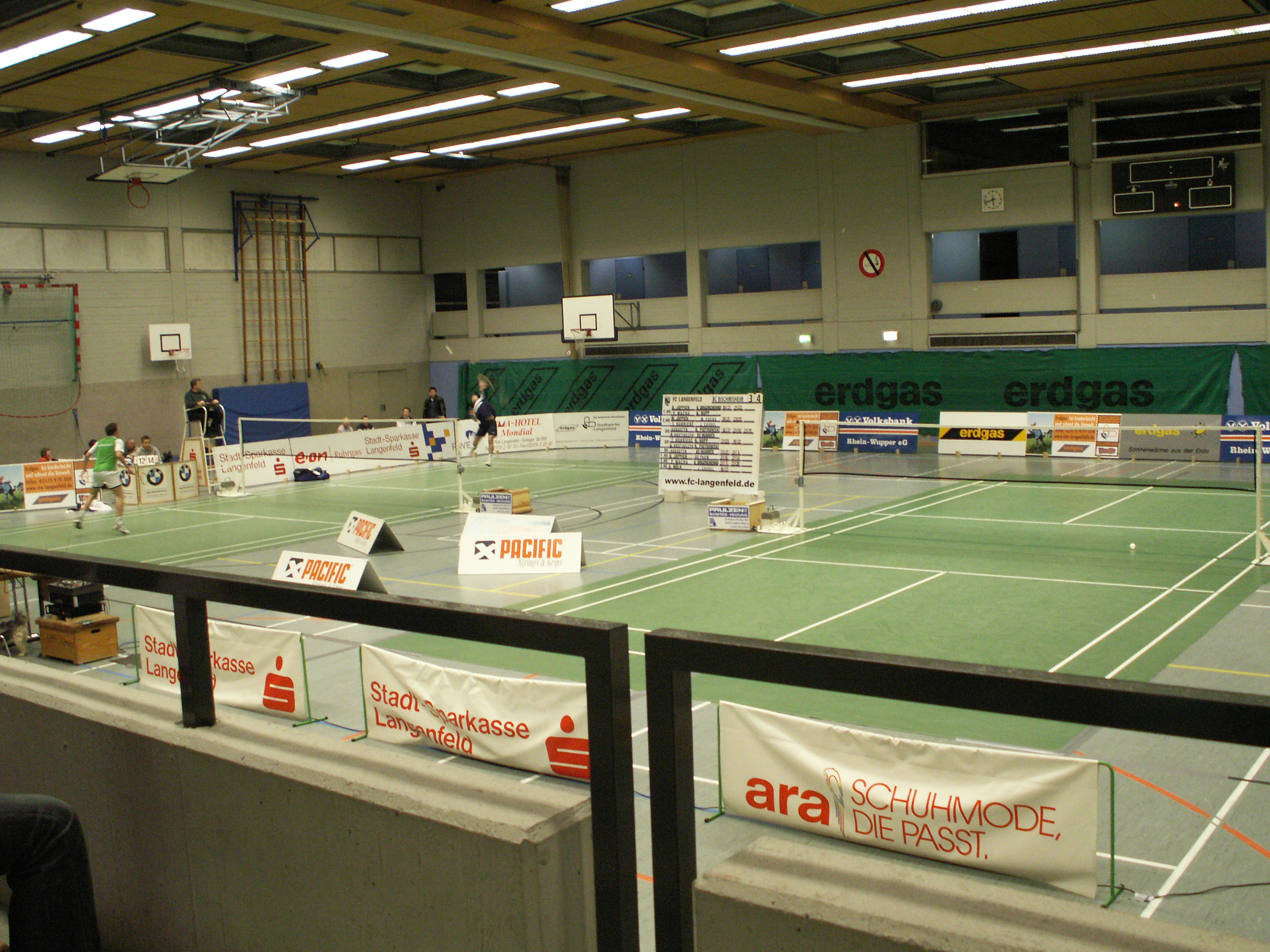
Die KAG-Halle während eines Spiels des FCL

### Herren
| Name               | Nat.        | Geburtsdatum    | Geburtsort |
| ------------------ | ----------- | --------------- | ---------- |
| Björn Joppien      | Deutschland | 30. Januar 1981 | Langenfeld |
| Przemysław Wacha   | Polen       | 31. Januar 1981 | Głubczyce  |
| Mike Joppien       | Deutschland | 24. März 1978   | Solingen   |
| Thorsten Hukriede  | Deutschland | 6. Juli 1976    |            |
| Andreas Wölk       | Deutschland | 13. Juli 1979   |            |
| Matthias Bilo      | Deutschland | 11. April 1983  |            |
| Philipp Wachenfeld | Deutschland | 27. August 1989 |            |
| Torsten Wölk       | Deutschland | 8. Juli 1984    |            |

### Damen
| Name            | Nat.        | Geburtsdatum    | Geburtsort |
| --------------- | ----------- | --------------- | ---------- |
| Kathrin Wanhoff | Deutschland | 17. April 1980  |            |
| Ella Diehl      | Russland    | 5. August 1978  | Kuibyschew |
| Fabienne Deprez | Deutschland | 8. Februar 1992 | Langenfeld |
| Aileen Rößler   | Deutschland | 4. Juli 1983    | Langenfeld |
| Noora Virta     | Finland     | 9. Januar 1982  |            |